# Leptotyphlops labialis
Leptotyphlops labialis este o specie de șerpi din genul Leptotyphlops, familia Leptotyphlopidae, descrisă de Sternfeld 1908. Conform Catalogue of Life specia Leptotyphlops labialis nu are subspecii cunoscute.